# الشقيراء (تعز)
الشقيراء هي إحدى قرى الجمهورية اليمنية. وهي تتبع جغرافيًا لمحافظة تعز. وإداريًا لمديرية الوازعية. يبلغ تعداد سكانها 4746 نسمة حسب الإحصاء الذي جرى عام 2004.